# Фалмут (Ямайка)
Фалмут (англ. Falmouth, ям. креол Falmot) — місто і адміністративний центр  округу Трелоні на Ямайці. Він розташований на північному узбережжі Ямайки за 18 миль на схід від затоки Монтего. Слід зазначити, що він один з найбільш добре збережених георгіанських міст на Карибах.

## Історія
Фалмут заснований 1769 року Томасом Рейдом і сорок років процвітав як центр торгівлі й порт в той час, коли Ямайка була провідним виробником цукру в світі . Місто було названо на честь міста Фалмут, міста-порту в Корнуоллі (Велика Британія), місця, де народився сер Вільям Трелоні  - губернатор Ямайки, який зіграв важливу роль в її становленні.
Місто з самого початку було ретельно сплановане, з широкими вулицями з постійною сіткою, з достатніми запасами води та громадськими будівлями. У ньому навіть прокладено водопровід раніше, ніж в Нью-Йорку.
В кінці XVIII і початку XIX століття Фалмут був одним з найжвавіших портів на Ямайці. У ньому жили муляри, теслі, власники питних закладів, моряки, селяни та інші. Це було багате місто багатого округу з високим ступенем змішування рас. В окрузі майже сто плантацій активно виробляли цукор і ром на експорт до Великої Британії. Ямайка стала провідним виробником цукру в світі.